# Col de Granon
Le col de Granon, ou localement col du Granon, est un col des Alpes françaises. Il se trouve à 2 404 mètres d'altitude (malgré le panneau indiquant 2 413 m).

## Localisation

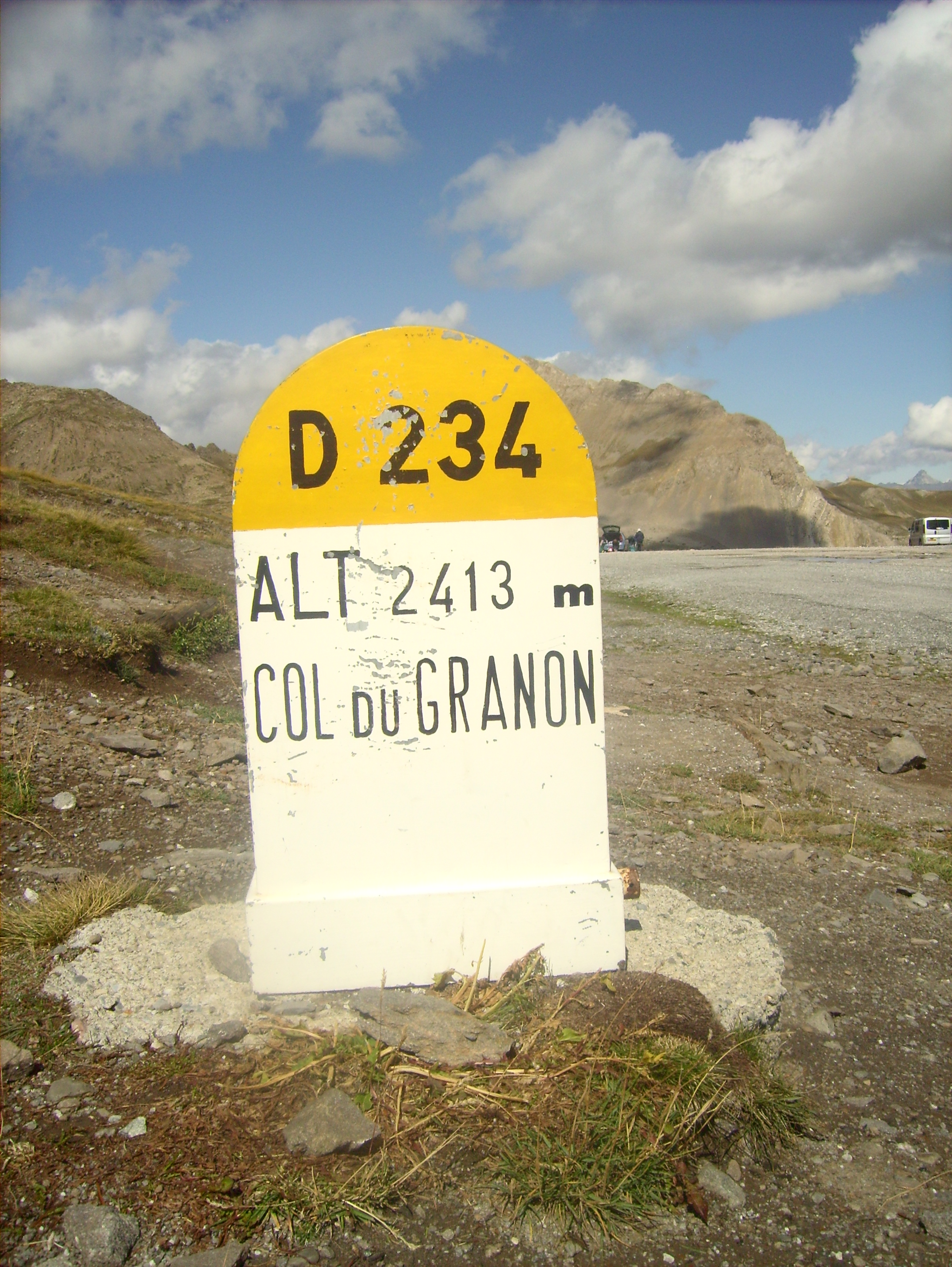
Borne kilométrique au col.

Il est situé dans le département des Hautes-Alpes. Au-dessus du col de Granon, une table d'orientation montre le panorama de la vallée de la Guisane jusqu'à Briançon, de Serre Chevalier, de la Meije (3 983 m), de la Barre des Écrins (4 101 m), du mont Pelvoux (3 943 m).
La route d'accès depuis Saint-Chaffrey est fermée pendant la saison hivernale. L'autre versant vers la vallée de la Clarée n'est pas asphalté. La route en terre permet d'accéder aux forts de Lenlon et de l'Olive.
Le col de Granon est entouré par plusieurs sommets : le Grand Meyret (2 516 m) surplombant directement le col, le Grand Aréa (2 869 m) et la Gardiole (2 753 m) à l'ouest, la roche Gauthier (2 749 m) au nord.

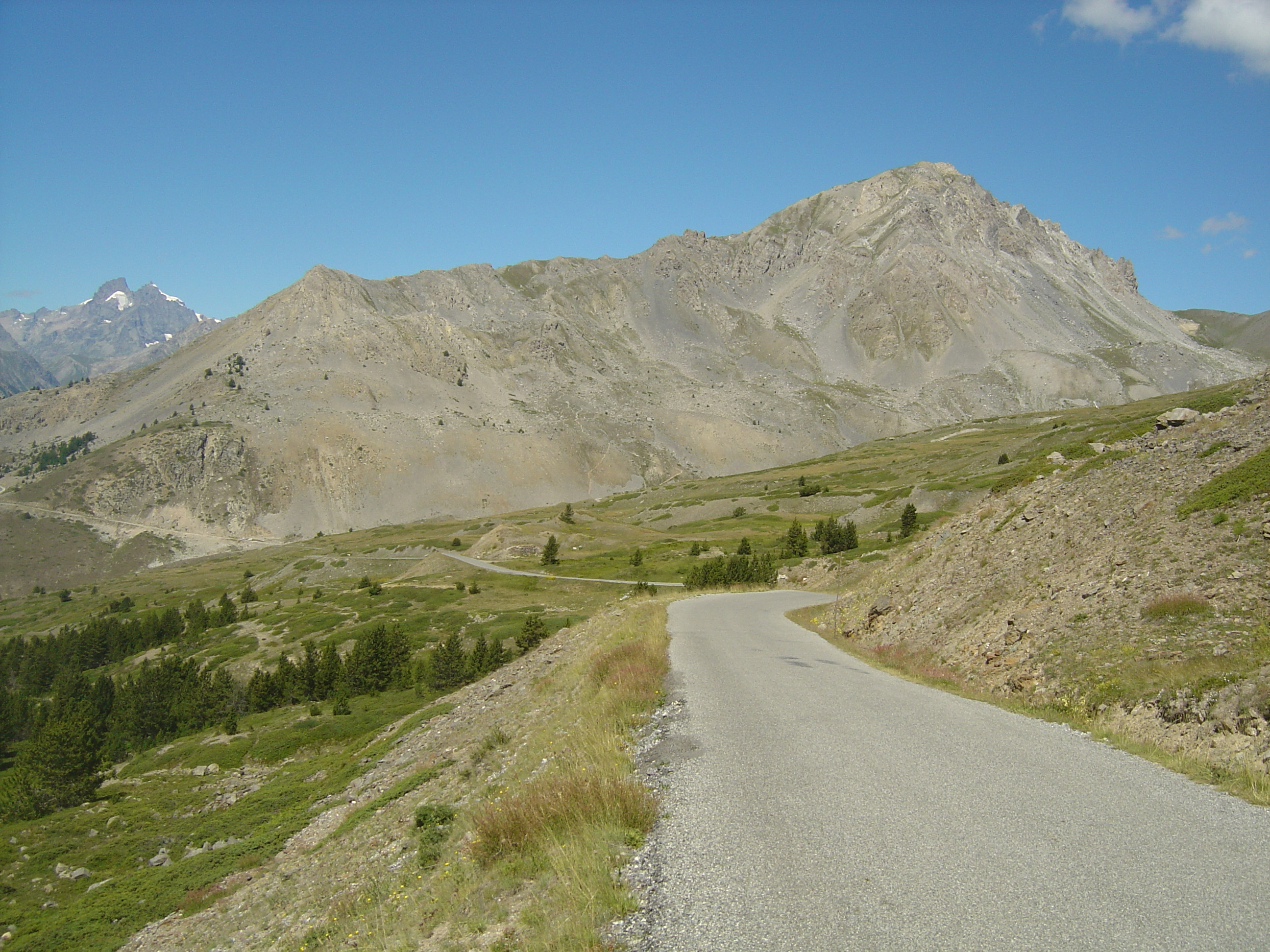
À l’ouest le sommet du Grand Aréa (2 869 m) vu dans les derniers kilomètres de l’ascension.
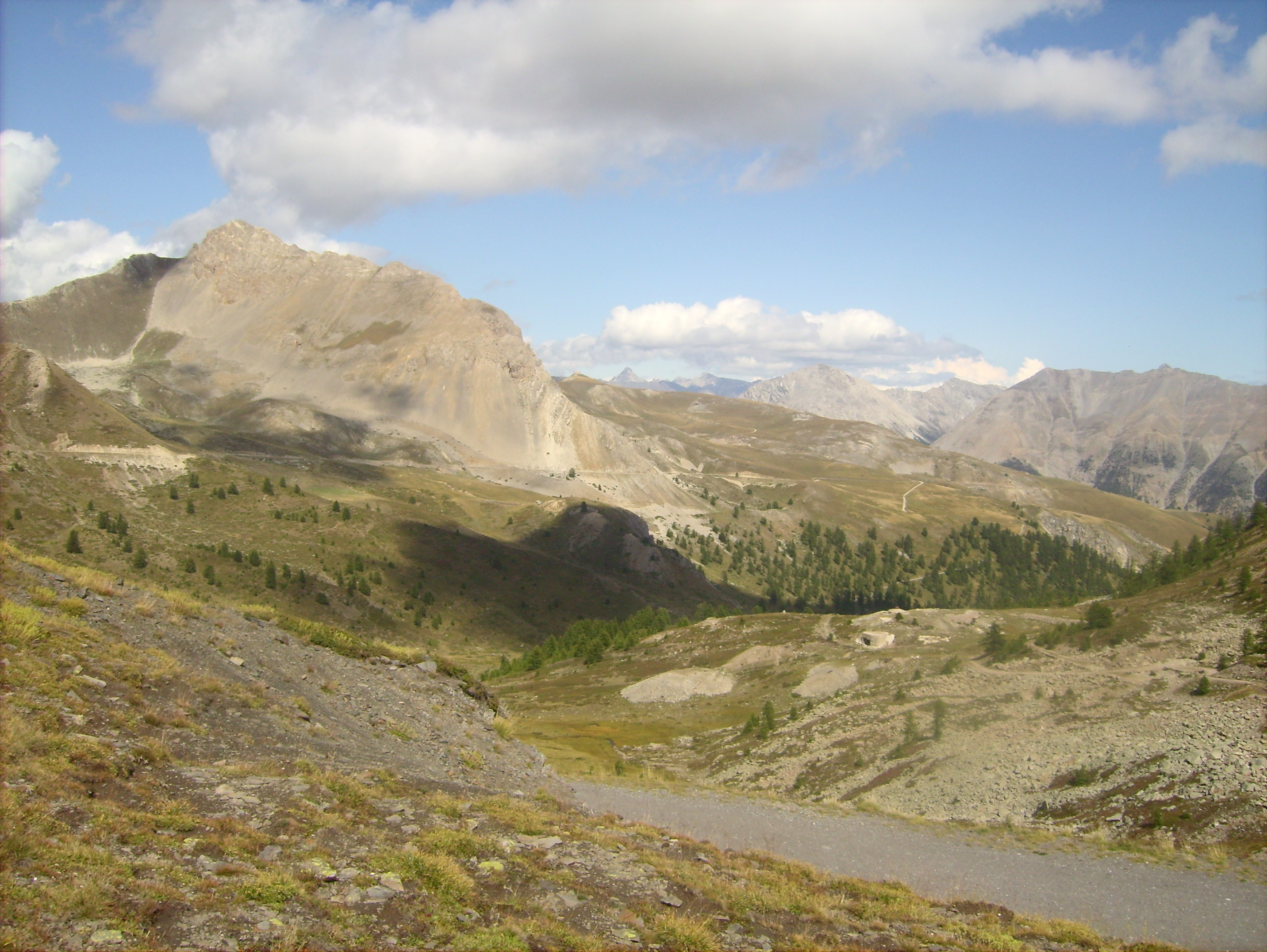
Vue en direction de la roche Gauthier (2 749 m) à gauche de la vallée de la Clarée à droite.
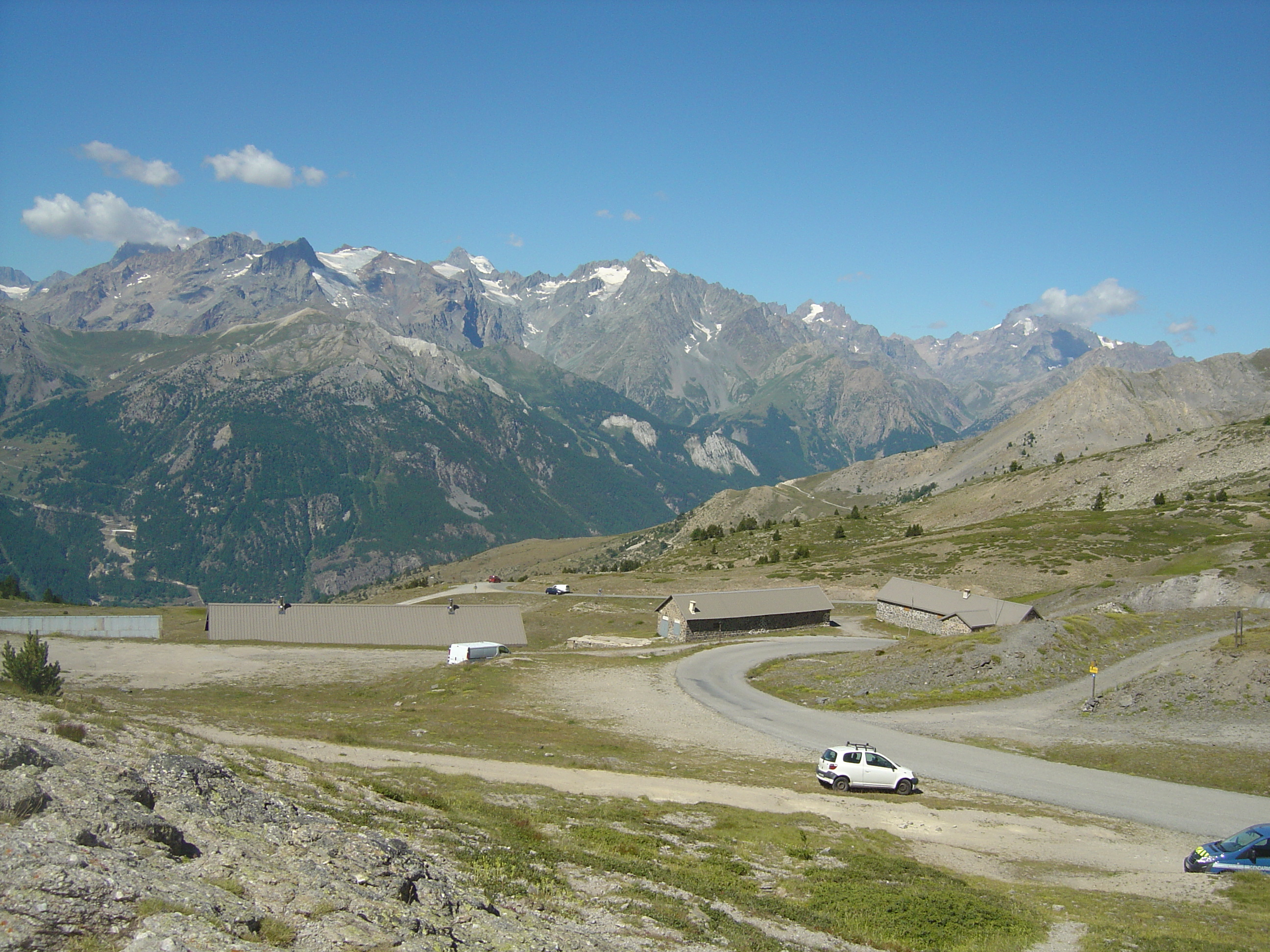
En arrière, les baraquements militaires dans les derniers hectomètres de l’ascension et la vue sur le massif des Écrins.

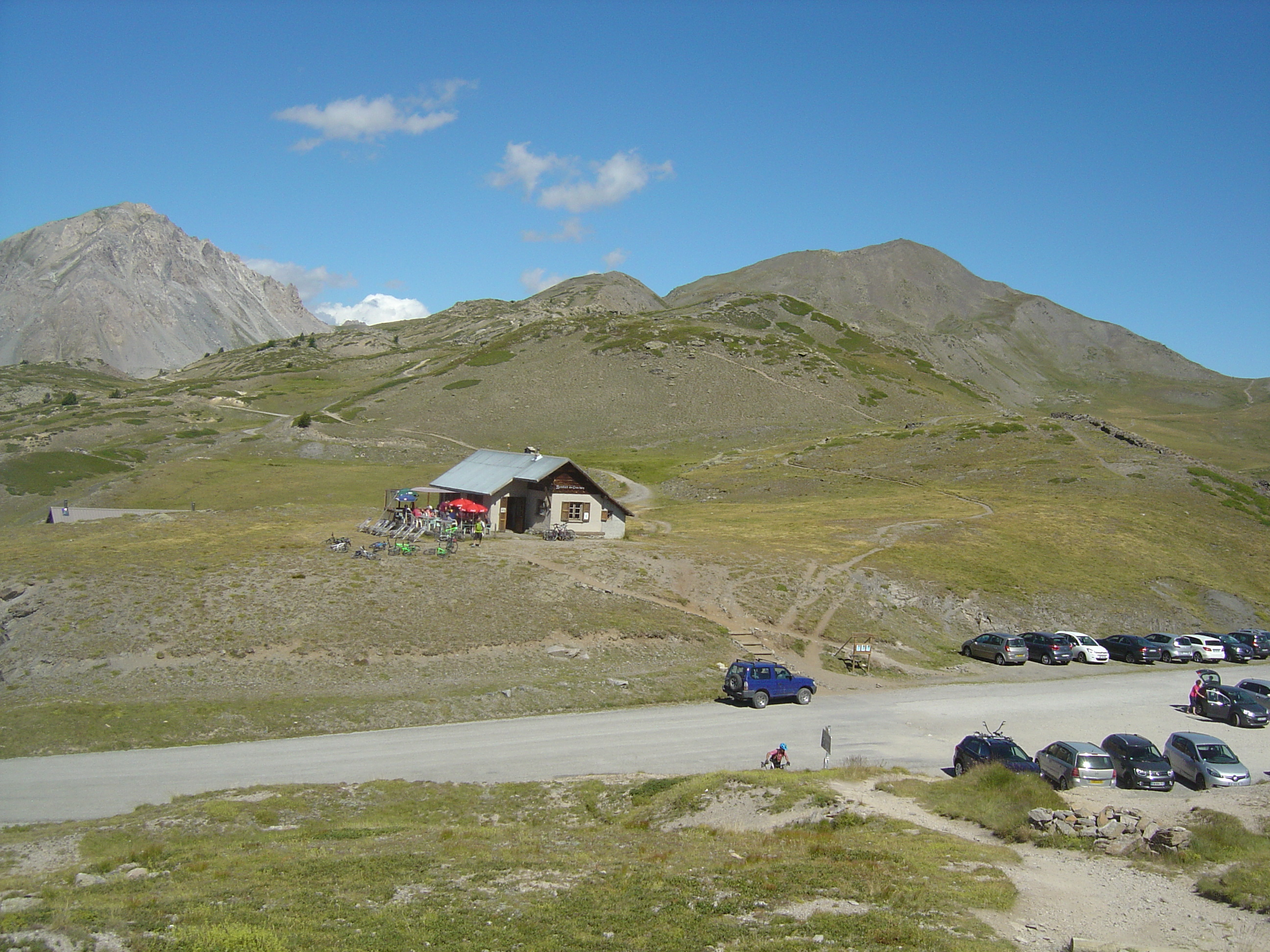
Parking et bar du col de Granon.

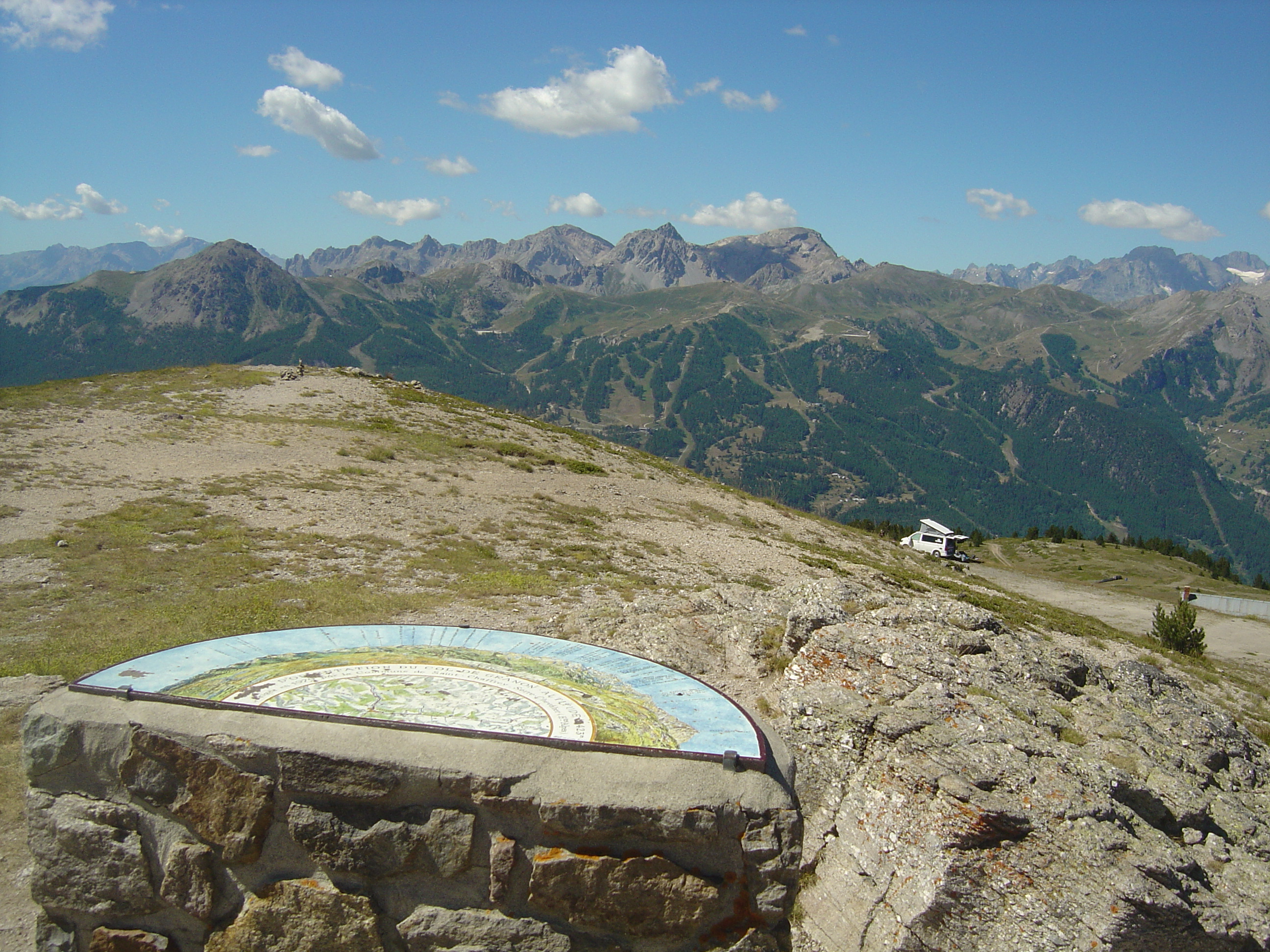
Table d'orientation au-dessus du col.

## Histoire militaire
Un ouvrage d'infanterie a été construit dans les années 1930 à proximité du col de Granon, avec des unités stationnées sur place, destinées notamment à éviter le contournement des forts de Briançon et empêcher toute progression de l'ennemi, dans un contexte de tensions entre la France et l'Italie fasciste. Cependant, même pendant la défaite de 1940 face à l'armée allemande dont Benito Mussolini voulait profiter, le col de Granon n'a pas été le théâtre de combats.
Néanmoins, le col du Granon et ses alentours servent parfois de terrain pour des exercices militaires, pour le 7e bataillon de chasseurs alpins notamment. Cette occupation militaire a généré beaucoup de déchets (barbelés, ferrailles diverses, munitions...) seulement débarrassés à partir de 2016,.

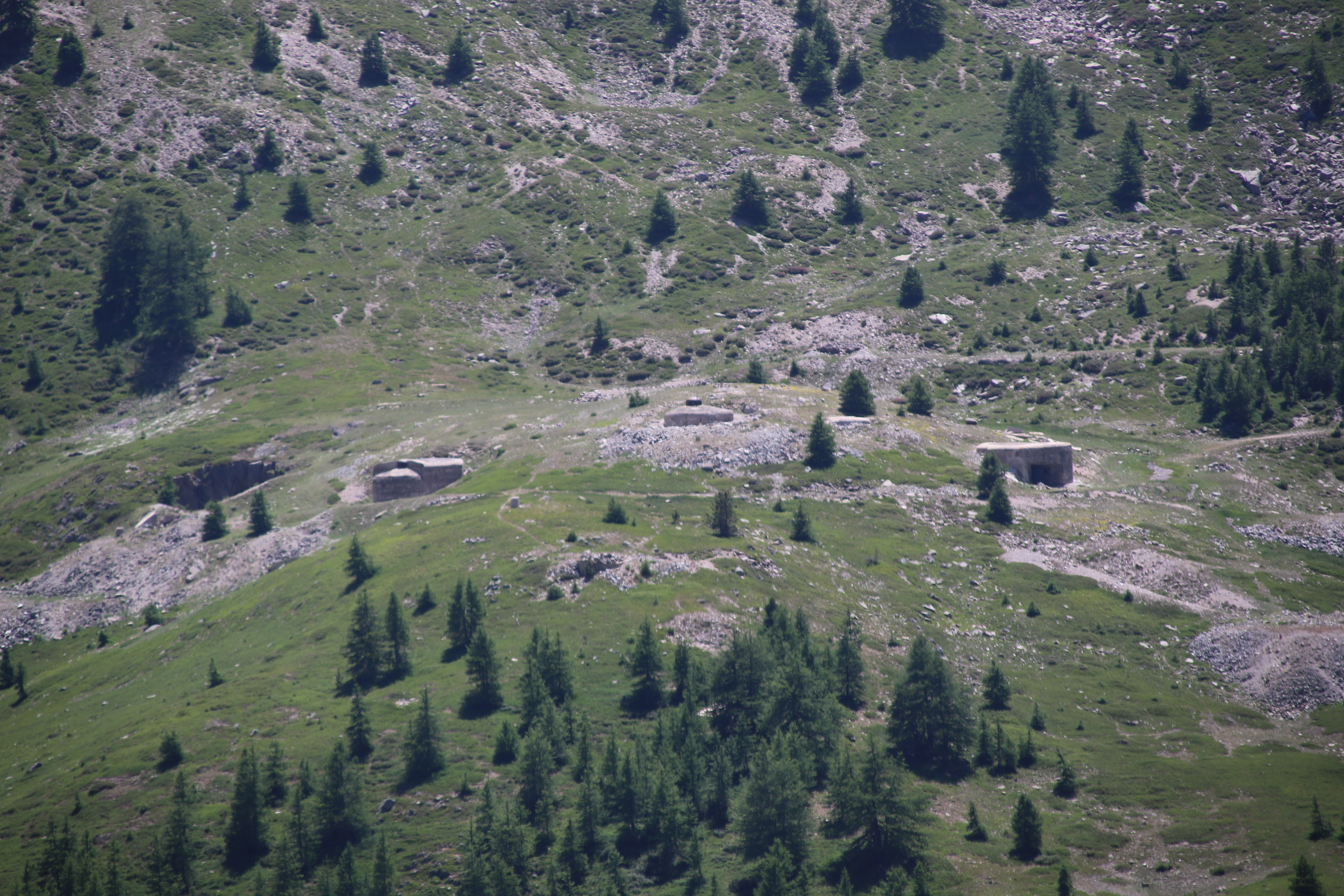
Ouvrage militaire du col de Granon.
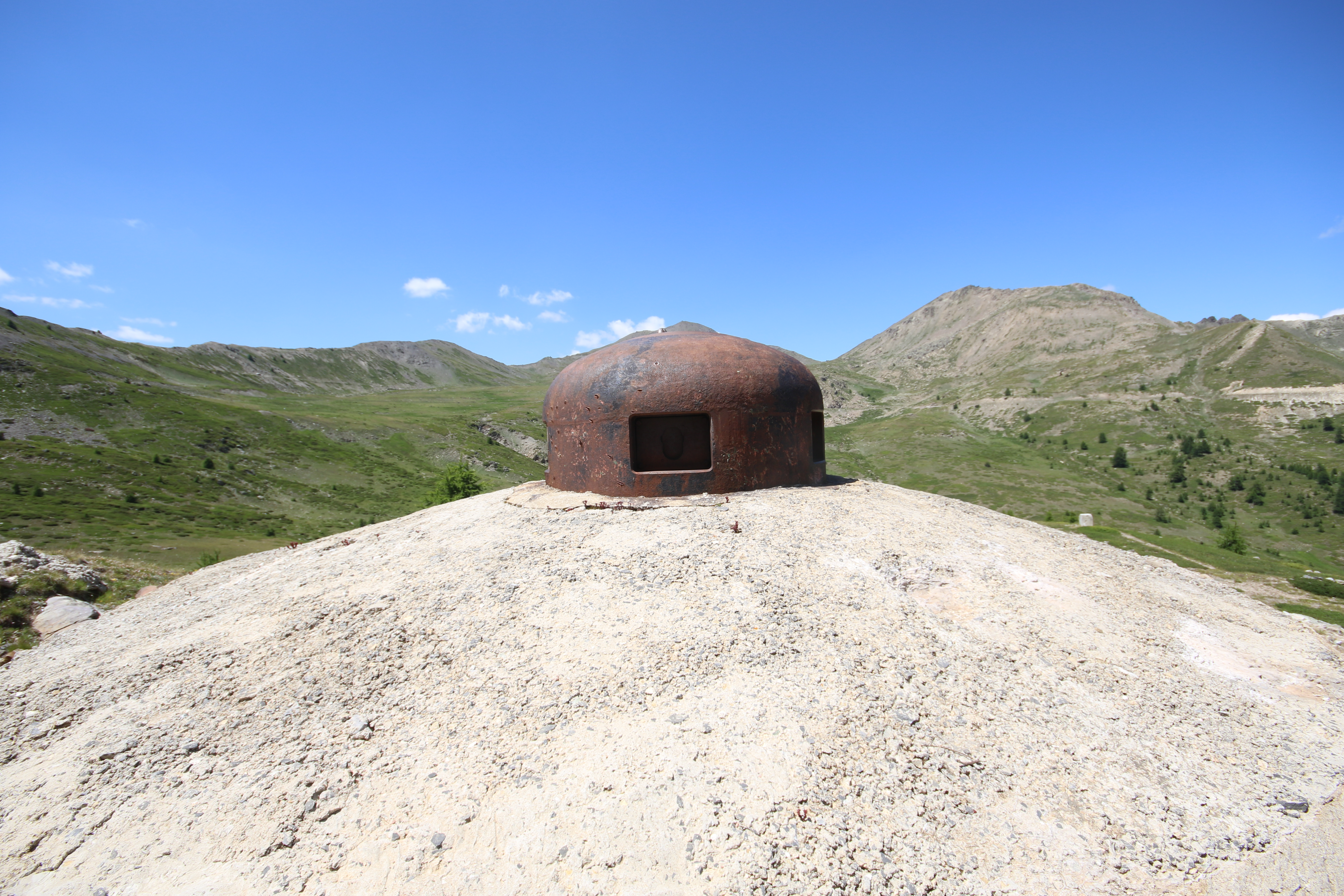
Cloche GFM servant d’observatoire. Au fond à droite, la roche Gauthier (2 749 m).

## Cyclisme

### Profil de l'ascension
Pour les cyclistes, le départ peut se faire de Briançon, au carrefour (1 204 m) entre les routes N94 et D2, non loin du casino ; pour 16,8 km à 7,15 % de moyenne, avec un début sur la route D1091 fréquentée. Mais autant pour les coureurs qui descendent du col du Lautaret que ceux qui viennent de Briançon, l'escalade commence réellement à Saint-Chaffrey au croisement (1 364 m) entre la gendarmerie et le lieu-dit « Les Champs Arnoux », soit 11,5 km d'ascension pour 1 040 m de dénivelé à 9 % de moyenne. De là, l'ascension entre rapidement dans le vif du sujet puisqu'après un peu moins d'un kilomètre, on compte déjà une pente à 10 % dans la traversée du hameau du Villard-Laté. À cela s'ajoute un court passage à 15 % après un peu moins de 3 km d'ascension. Puis la pente moyenne se stabilise entre 8 et 9,5 % jusqu'au sixième kilomètre sur une route peu ombragée avec six épingles successives et des points de vue sur Briançon et la vallée de Serre-Chevalier. À ce niveau et à la moitié de l'ascension, au hameau des Tronchets, à environ 1 850 m d'altitude, la pente repasse à 10 %. À l'entrée de ce hameau, sur le côté de la route, se situe une petite fontaine qui peut être appréciable en cas de chaleur. Néanmoins, l'inclinaison de la route ne permet pas de repartir aisément pour monter. Le kilomètre qui suit, aux lieux-dits « Les Compes » puis « Plainalp » est le plus difficile avec une moyenne de 10,5 % (affiché à 11,1 % sur une borne). La route circule désormais dans les alpages où, comme dans beaucoup de cols élevés des Alpes, on peut voir et entendre des marmottes. Mais la route n'offre plus d'abri les jours de vent. S'il est de face à ce niveau, il sera cependant plus favorable à partir de la dernière grande épingle (2 171 m) à 2,65 km du col, en passant sous le sommet du Petit Aréa puisque la route change de direction. Les 500 derniers mètres de l'ascension sont les plus faibles, les coureurs bénéficiant du seul véritable replat de cette montée. La montée se termine en passant à côté de baraquements militaires. Le profil de cette ascension est comparable au mont du Chat mais avec une altitude bien supérieure. Si la régularité de la pente peut permettre à un coureur frais et en forme de prendre son rythme sur un braquet qui change peu, un coureur fatigué risque en revanche d'y être constamment en difficulté, sans pouvoir souffler.
Dans le magazine Le Cycle, hors-série de juillet 2005, Bernard Hinault a dicté ses impressions sur le col de Granon : « Je ne l'ai grimpé qu'une fois lors du Tour 1986. C'était la plus haute arrivée du Tour de France car on arrivait au col culminant à plus de 2 400 m d'altitude. Je ne me souviens pas avoir souffert du manque d'oxygénation, mais plutôt de la pente assez dure et sans aucun répit. Mais j'avais le bon braquet et comme il est assez court et régulier, c'est passé sans trop de soucis. »

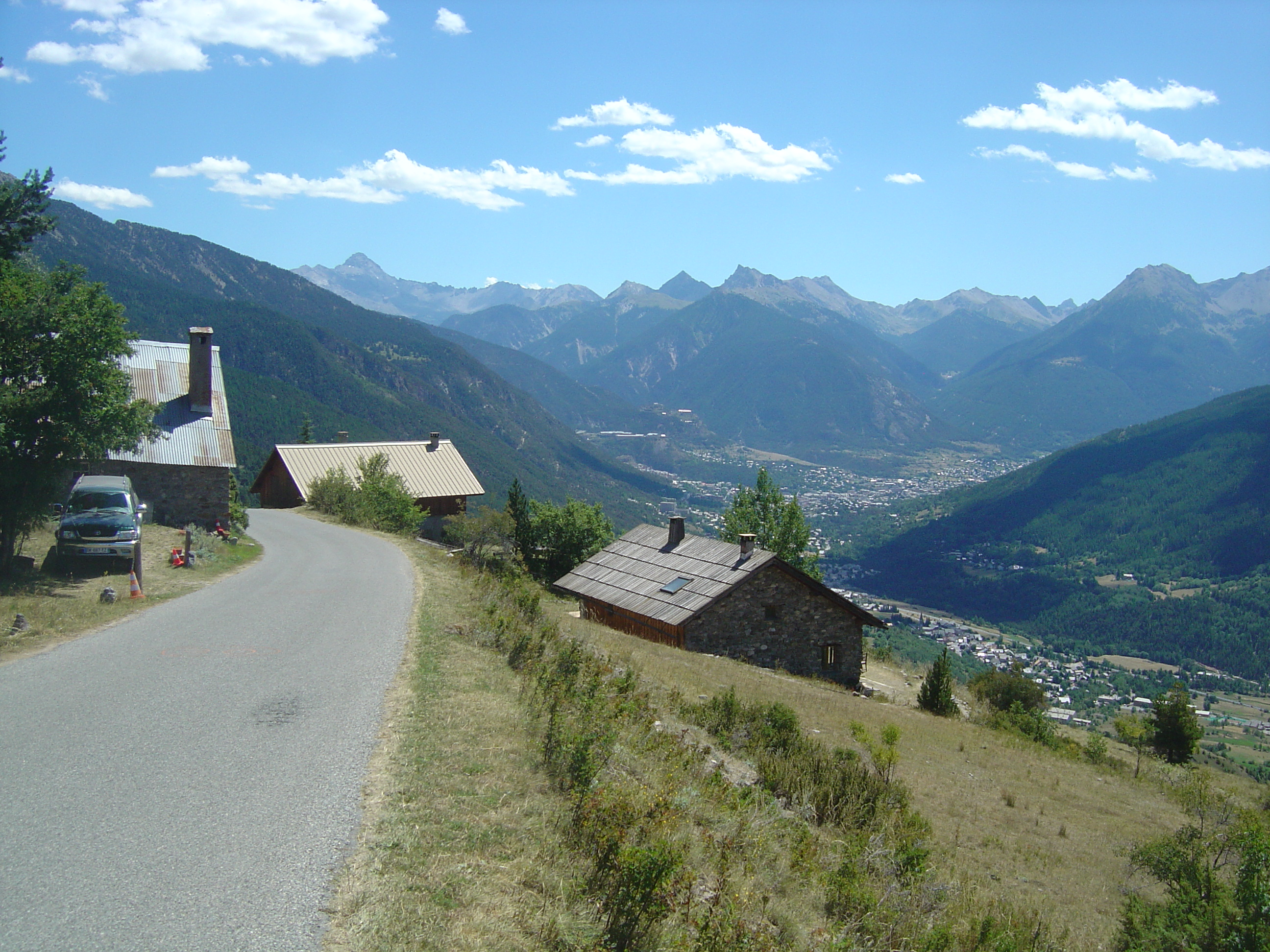
Vue depuis le hameau des Tronchets sur Briançon et Saint-Chaffrey.
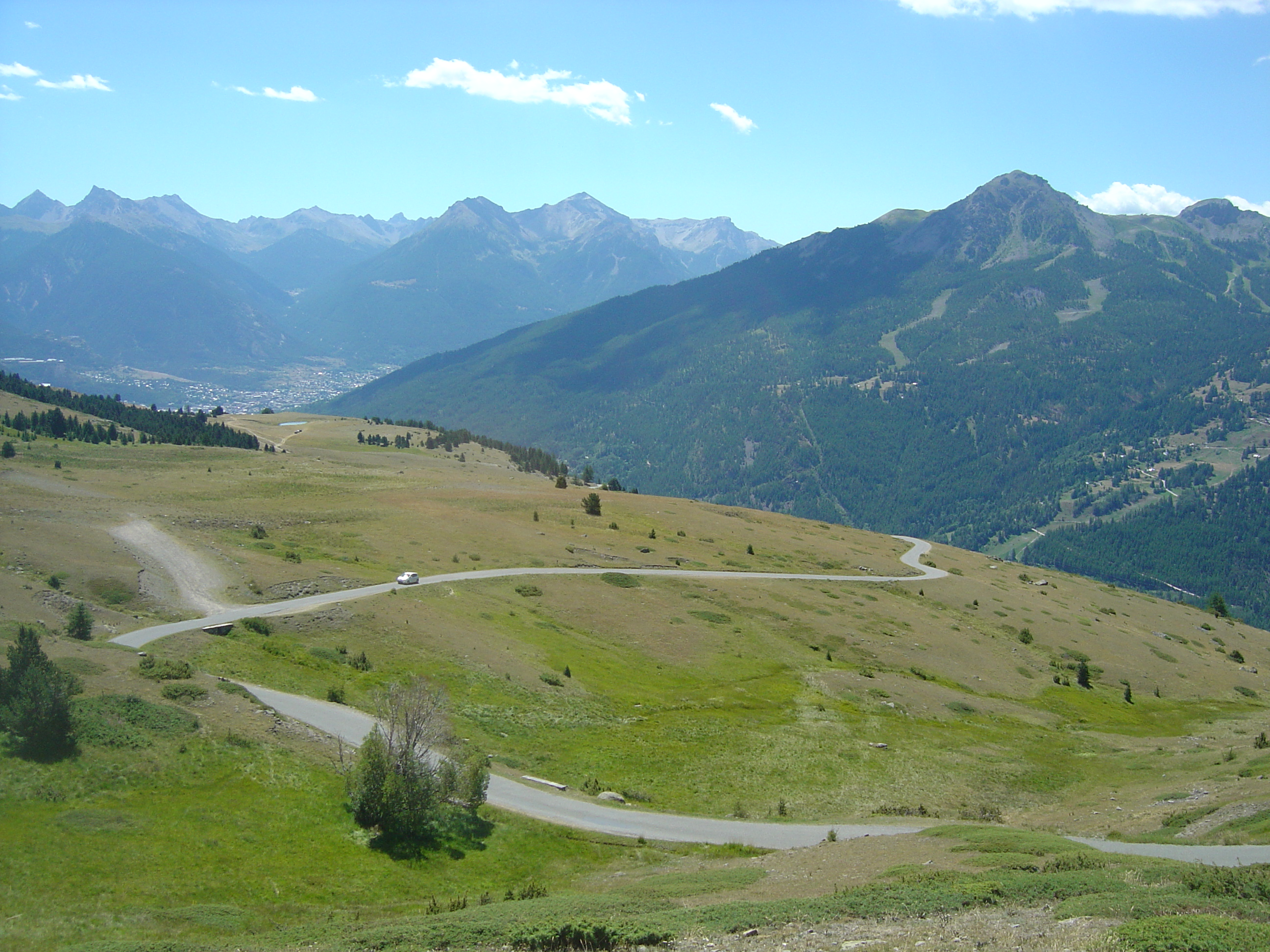
Vue en arrière sur les alpages de « Plainalp » dans l’ascension du col de Granon.
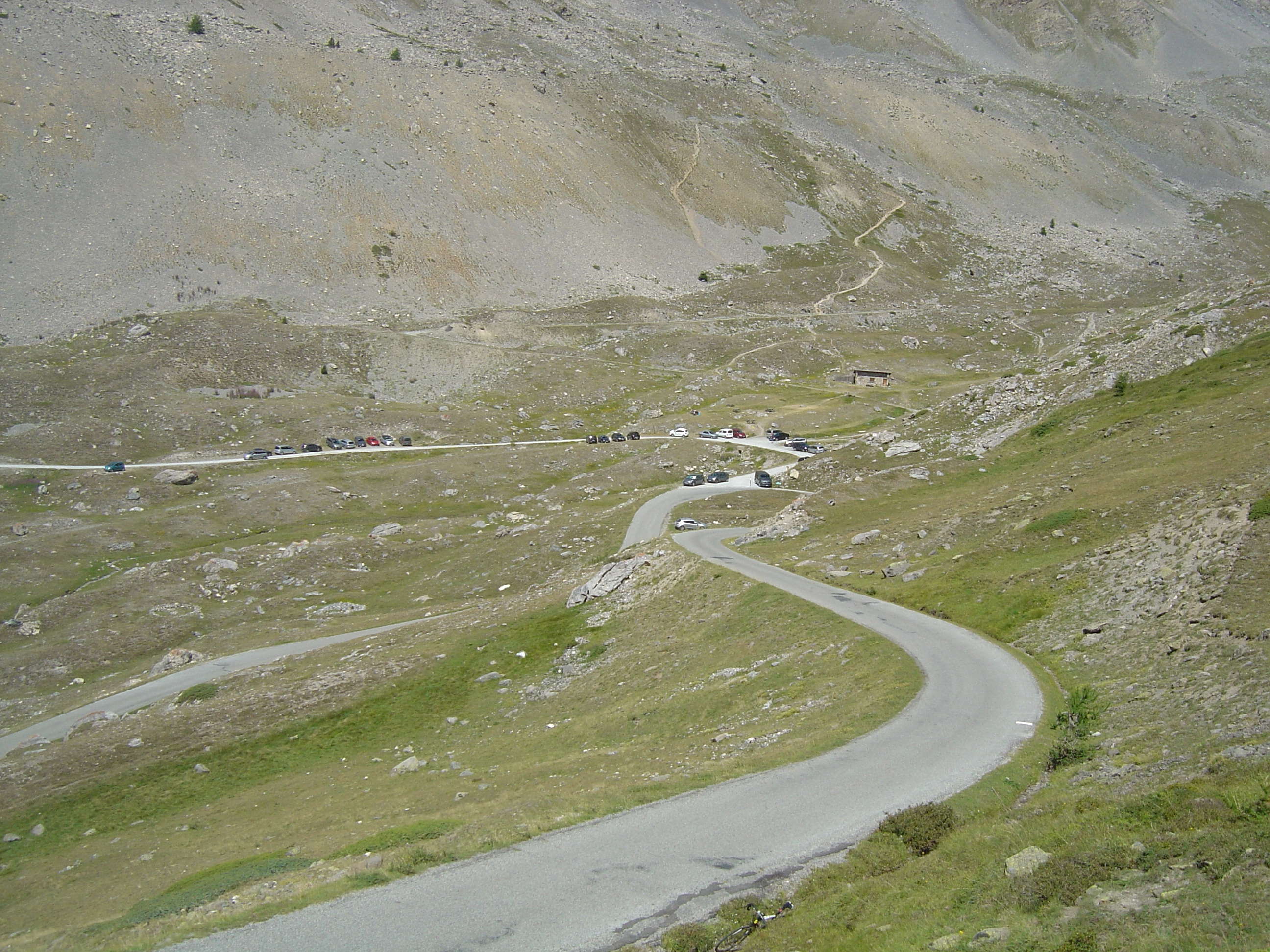
Plus bas la dernière épingle (2 171 m) de l’ascension à 2,65 km du col.
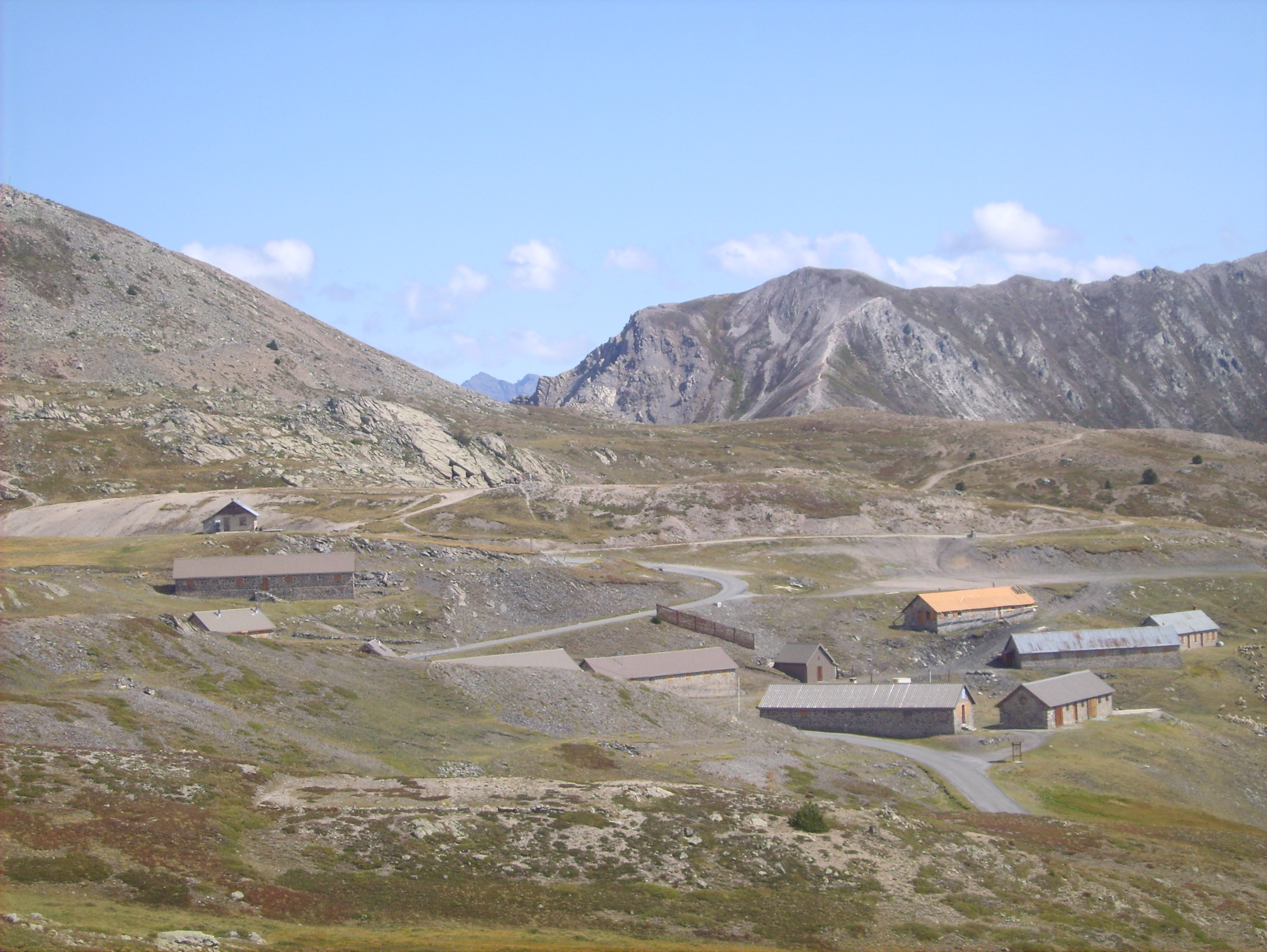
Les baraquements militaires dans les derniers hectomètres de l’ascension.

Le versant Est démarre, lui, à Val-des-Prés (1 394 m) pour 15,3 km à 6,6 %, ou bien pour 14,5 km à 6,9 % en attaquant directement l'ascension depuis le hameau de « La Draye » (1 400 m) en venant de la vallée de la Clarée. Mais il n'est accessible qu'en VTT car non goudronné pour l'essentiel. À Val-des-Prés, l'ascension commence par 750 m sans difficulté jusqu'à bifurquer à gauche à « La Draye » au lieu de s'engager dans la vallée de la Clarée. De là, l'ascension se poursuit par 1,2 km en pente douce jusqu'à ce que la piste rentre dans le bois de l'Infernet. Mais sitôt dans ce bois, la difficulté se corse rapidement avec une section de 2,8 km à 10,6 %, avant que la pente ne fléchisse légèrement en arrivant à près de 1 750 m d'altitude. S'ensuit en effet près d'1 km à 7,5 % avant un nouveau court passage difficile dans le dernier d'une grande série de lacets menant jusqu'à l'altitude de 1 860 m. Ensuite, la pente est encore de 7,5 % sur 1,05 km jusqu'à un embranchement (1 939 m) après le hameau de Granon et en passant devant celui de Le Caro. Après ceci, la pente se radoucit encore avec 950 m à près de 6 % mais le passage du radier (1 996 m) pour franchir le du torrent de Granon marque le début d'une section bien plus difficile de 3,05 km à 10,1 % avec des passages à plus de 12 % jusqu'à un carrefour (2 307 m) au ravin des fonds de Bermond, où dans un autre sens il est possible d'aller aux anciens forts de Lenlon et de l'Olive. À partir d'ici, le plus difficile est fait, la route militaire passe sous le sommet de la roche Gauthier (2 749 m) et devient bien plus facile avec 4,1 km à 2,35 % pour terminer.

Vue depuis le chemin montant au col de Granon.
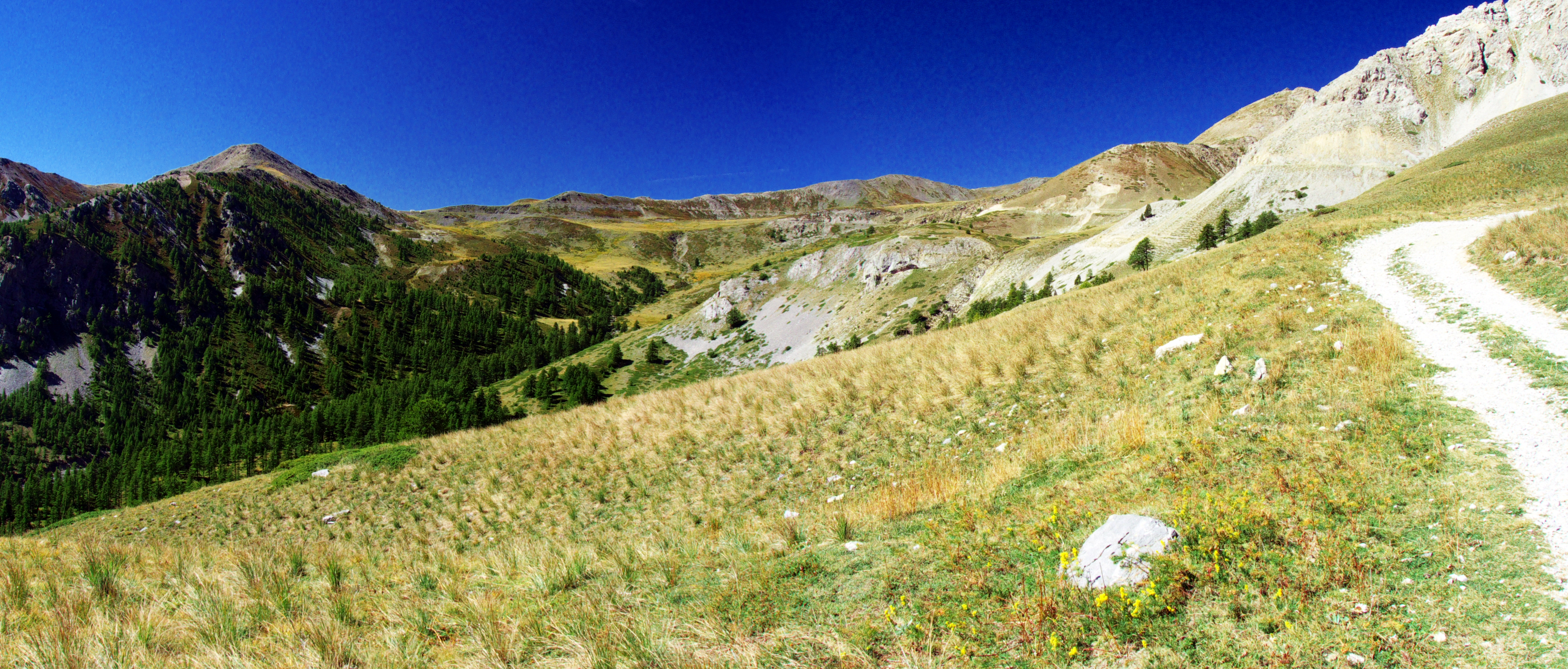
Le chemin montant au col de Granon.

### Tour de France
Lors de l'édition du Tour de France 1986, l'arrivée de la 17e étape au départ de Gap s'est jugée au col du Granon, classé hors catégorie pour l'occasion. Cette première arrivée au col a été remportée par l'Espagnol Eduardo Chozas. C'est dans cette étape que Bernard Hinault a perdu à jamais son maillot jaune au profit de l'Américain Greg LeMond. Jusqu'en 2011, il s'agissait de la plus haute arrivée d'étape de l'histoire de l'épreuve. Le 21 juillet 2011, elle est dépassée par l'arrivée au col du Galibier (2 642 m), également dans la vallée de la Guisane, pour la 18e étape du Tour de France 2011.
Le Granon fait son retour sur le Tour de France 2022 le 13 juillet, lors de la 11e étape au départ d'Albertville. Le Danois Jonas Vingegaard s'impose au col et s'empare du maillot jaune au détriment de Tadej Pogačar.

### Cyclisme amateur
Le col du Granon est parfois au programme de la Serre-Che Luc Alphand, cyclosportive qui se déroule tous les mois de juillet. Tous les 15 août de chaque année, depuis 1978, se déroule également le Défi du Granon consistant à faire cette montée seule en course de côte depuis Saint-Chaffrey. On n'y trouve pas seulement des cyclistes mais aussi des coureurs pédestres. En 2010, un cycliste a réussi un temps de 40 minutes et 13 secondes sur cette montée.

## Astronomie
Le col de Granon est un lieu d'observation du ciel et des étoiles. Des soirées d'observation sont organisées en été lorsque le col est ouvert.